# Liste des dinosaures de la formation de Morrison
La formation de Morrison est une formation géologique du Jurassique supérieur (Kimméridgien et Tithonien), déposée il y a environ entre 156,3 et 146,8 Ma (millions d'années),. Elle est composée de sédiments (grès, siltstones et calcaires) sédimentés dans l'ouest des États-Unis et du Canada. C'est une des formations géologiques d'Amérique du Nord les plus riches en fossiles, notamment en dinosaures, découverts dès 1877 et largement étudiés depuis.
Les dinosaures de la formation de Morrison ont été l'enjeu de la célèbre guerre des os, une rivalité intense dans la recherche et la description de nouveaux fossiles entre deux paléontologues pionniers américains, Othniel Charles Marsh et Edward Drinker Cope. 
La plupart des fossiles se trouvent dans des couches de siltstones et de grès déposées dans les lits de rivières et leurs plaines inondables. 

## Paléofaunes analogues
La faune fossile de la formation de Morrison est similaire à celle d'autres sédiments contemporains, comme la formation de Tendaguru en Tanzanie, et surtout les formations de Lourinhã et d'Alcobaça au Portugal. Les formations de Morrison et de Lourinhã abritent en commun les genres Torvosaurus, Ceratosaurus, Stegosaurus, Dryosaurus et Allosaurus.
En tout, quelques dizaines de genres valides de dinosaures sont décrits dans la formation de Morrison.

## Ornithischiens
Les dinosaures ornithischiens herbivores sont présents et diversifiés, mais moins que les sauropodes. 

### Ornithopodes
| Genre              | Espèce          | État                                   | Membre         | Fossiles | Notes | Images |
| ------------------ | --------------- | -------------------------------------- | -------------- | --- | --- | ------ |
| Anomoepus          |                 | - Colorado                             |                | | Cet ichnogenre découvert en Nouvelle-Angleterre, ne montre pas ici d'empreintes de la main. |        |
| Camptosaurus       | C. amplus       | - Wyoming                              |                | | |        |
| Camptosaurus       | C. aphanoecetes | - Utah                                 | - Brushy Basin | | Renommé Uteodon. |        |
| Camptosaurus       | C. browni       |                                        |                | | Synonyme junior de C. dispar. |        |
| Camptosaurus       | C. dispar,      | - Colorado - Oklahoma - Utah - Wyoming |                | 25 à 30 éléments désarticulés de crâne, avec des restes post-crâniens correspondant à une dizaine de squelettes partiels mais articulés de juvéniles et d'adultes. | Un Camptosauridae. Les synonymes juniors comprennent Camptosaurus browni, C. medius et C. nanus. |        |
| Camptosaurus       | C. medius       |                                        |                | | Synonyme junior de C. dispar. |        |
| Camptosaurus       | C. nanus        |                                        |                | | Synonyme junior de C. dispar. |        |
| Dinehichnus        |                 | - Utah                                 | - Salt Wash    | Plusieurs pistes de l'ichnogenre Dinehichnus ont été découvertes. Les pistes sont parallèles, indiquant un comportement social de l'animal.                        | Dinehichnus est attribué aux dryosauridae. |        |
| Drinker            | D. nisti        | - Wyoming                              |                | "Crâne partiel et squelette post-crânien". | Un hypsilophodontidé basal d'environ 2 mètres. |        |
| Dryosaurus         | D. altus        | - Colorado - Utah - Wyoming            | - Brushy Basin | Les restes de nombreux spécimens ont été découverts, certains sites renferment des centaines d'os de Dryosaurus de tous les âges.                                  | Un grand dryosauridé atteignant jusqu'à 2,40 mètres de long pour une masse estimée de 115 kilos. Il ressemble morphologiquement à Othnielosaurus, mais avec des dents plus grandes et plus évoluées.                                                         |        |
| Laosaurus          | L. altus        |                                        |                | | Connu aujourd'hui sous le nom de Dryosaurus altus. |        |
| Laosaurus          | L. celer        | - Wyoming                              |                | | Considéré comme un nomen dubium car ses restes sont très fragmentaires. |        |
| Laosaurus          | L. consors      |                                        |                | | Connu aujourd'hui sous le nom d'Othnielosaurus consors. |        |
| Laosaurus          | L. gracilis     |                                        |                | | Considéré comme un nomen dubium car ses restes sont très fragmentaires. |        |
| Nanosaurus         | N. agilis       | - Colorado                             |                | | Un petit ornithopode, peut-être un hypsilophodontidé. |        |
| Othnielia          | O. rex          | - Colorado                             |                | Basé sur une fémur isolé. | Un petit hypsilophodontidé de 2 mètres de long. Douteux ; plusieurs restes fossiles historiquement attribués à ce genre sont aujourd'hui assignés au genre Othnielosaurus.                                                                                   |        |
| Othnielosaurus     | O. consors      | - Utah - Wyoming                       |                | | Un hypsilophodontidé basal d'environ 2 mètres de long. |        |
| Preprismatoolithus | P. coloradensis | - Colorado                             | - Salt Wash    | Très nombreuses coquilles d’œufs sur le site de "Young Egg Locality" qui semble avoir été une zone de nidification.                                                | P. coloradensis est une oo-espèce correspondant à des œufs sub-sphériques d'environ 4 centimètres de diamètre. Cette oo-espèce a été attribuée à des dinosaures hypsilophodontidés, malgré l'absence de fossiles d'embryons qui seraient plus diagnostiques. |        |
| Tichosteus         | T. aequifacies  | - Colorado                             |                | Vertèbres | |        |
| Tichosteus         | T. lucasanus    | - Colorado                             |                | Vertèbre | |        |
| Uteodon            | U. aphanoecetes | - Utah                                 | - Brushy Basin | | |        |

### Thyréophores
| Genre           | Espèce         | État                         | Membre         | Fossiles | Notes | Images |
| --------------- | -------------- | ---------------------------- | -------------- | --- | --- | ------ |
| Anomoepus       |                |                              |                | | |        |
| Alcovasaurus    | A. longispinus | - Wyoming                    |                | Squelette post-crânien d'un adulte.                                                                                             | Un stégosauriné morphologiquement proche de Stegosaurus stenops mais avec de plus grandes épines de queue. Similaire également à Kentrosaurus avec de longues épines caudales. La longueur du fémur est de 1,08 mètre, et la pointe la plus longue a une longueur estimée de 0,98 mètre. |        |
| Gargoyleosaurus | G. parkpinorum | - Wyoming                    |                | Crâne et squelette post-crânien partiel.                                                                                        | Un nodosauridé polacanthiné dont le crâne mesure 29 centimètres de long, et la longueur totale de l'animal est de 3 à 4 mètres. Sa masse est estimée à 1 tonne. |        |
| Hesperosaurus   | H. mjosi       | - Wyoming                    |                | Squelette complet avec le crâne, subadulte. Connu par un seul spécimen.                                                         | Un stégosauriné légèrement plus petit et primitif que Stegosaurus. H. mjosi possède un crâne plus large et long, et des ostéodermes moins en relief. Considéré par certains auteurs comme une espèce du genre Stegosaurus.                                                               |        |
| Mymoorapelta    | M. maysi       | - Colorado                   | - Brushy Basin | Fragments de crâne, parties de trois squelettes.                                                                                | À la fois le premier ankylosaurien découvert dans la formation et le premier trouvé dans le Jurassique d'Amérique du Nord. Il pesait probablement 500 kilos. |        |
| Stegopodus      |                | - Utah                       |                | Stegopodus ne représente qu'une partie des pistes attribuées aux stégosaures.                                                   | Piste de stégosaures qui a enregistré les empreintes des pattes avant avec leurs 5 doigts et des pattes arrière avec les empreintes des 3 orteils porteurs. |        |
| Stegosaurus     | S. armatus     | - Colorado - Utah - Wyoming  |                | Deux squelettes partiels, deux crânes, au moins 30 fragments d'os post-crâniens d'adultes.                                      | S. armatus est à la fois le premier Stegosaurus découvert et l'espèce type. Le type est mal conservé et incomplet. |        |
| Stegosaurus     | S. stenops     | - Colorado - Utah - Wyoming  |                | Deux squelettes complets avec leurs crânes, quatre crânes, au moins 50 éléments post-crâniens partiels, de juvéniles à adultes. | L'espèce la mieux connue de Stegosaurus. Ses pattes sont plus courtes et ses ostéodermes plus grands que chez S. ungulatus. |        |
| Stegosaurus     | S. sulcatus    | - Wyoming                    |                | | Souvent considérée comme un synonyme de S. armatus. Elle pourrait être distincte par la présence d'une épine sur les épaules, la seule connue chez le genre Stegosaurus. |        |
| Stegosaurus     | S. ungulatus   | - Utah - Wyoming             |                | | S. ungulatus possède des pattes plus longues et des ostéodermes plus petits que S. stenops, le stégosaure le mieux connu. Décrit à l’origine avec 8 épines sur sa queue, il n'en possède en fait que quatre. Synonyme possible de S. armatus.                                            |        |
| Stegosaurus     | Indéterminé.   | - Nouveau-Mexique - Oklahoma |                | | |        |

### Divers
| Genre      | Espèce        | État       | Membre         | Fossiles | Notes | Images |
| ---------- | ------------- | ---------- | -------------- | -------- | ----- | ------ |
| Anomoepus  |               |            |                |          |       |        |
| Fruitadens | F. haagarorum | - Colorado | - Brushy Basin |          |       |        |

## Sauropodes
Les sauropodes, ces dinosaures herbivores quadrupèdes géants à long cou et longue queue, sont parmi les plus courants et les plus fameux animaux découverts dans la formation de Morrison.
Parmi ceux-ci, les plus célèbres sont Apatosaurus et Brontosaurus découverts dans les niveaux inférieurs de la formation. Dans la partie moyenne de la formation, Brachiosaurus est le plus connu, même s'il est assez rare ; Barosaurus est plus fréquent, tandis que les différentes espèces de Camarasaurus abondent.
Enfin, dans la partie supérieure de la formation de Morrison, les diplodocidés géants dominent avec les genres Diplodocus, Supersaurus et Amphicoelias. De plus petits sauropodes, comme Suuwassea découvert dans le Montana, sont localisés dans la partie nord de la zone d'extension de la formation géologique, dans la région côtière de la mer de Sundance. Ceci laisse penser que la taille plus limitée de ces dinosaures pouvait les favoriser pour l'occupation de certaines niches écologiques.

### Haplocanthosauridés
| Genre             | Espèce     | État                 | Membre | Material                                 | Notes                                                             | Images |
| ----------------- | ---------- | -------------------- | ------ | ---------------------------------------- | ----------------------------------------------------------------- | ------ |
| Haplocanthosaurus | H. delfsi  | - Colorado           |        | Squelette partiel dépourvu de son crâne. | Petit haplocanthosauridé non classé, d'environ 14 mètres de long. |        |
| Haplocanthosaurus | H. priscus | - Colorado - Wyoming |        | Deux squelettes partiels sans crâne.     | Petit haplocanthosauridé non classé, d'environ 14 mètres de long. |        |

### Dicraeosauridés
| Genre         | Espèce          | État | Membre | Material | Notes                                          | Images |
| ------------- | --------------- | ---- | ------ | -------- | ---------------------------------------------- | ------ |
| Dyslocosaurus | D. polyonychius |      |        |          |                                                |        |
| Suuwassea     | S. emilieae     |      |        |          | Un dicraeosauridé d'environ 15 mètres de long. |        |

### Diplodocidés
| Genre           | Espèce       | État                               | Membre    | Material | Notes | Images |
| --------------- | ------------ | ---------------------------------- | --------- | --- | --- | ------ |
| Amphicoelias    | A. altus     | - Colorado                         |           | Vertèbres dorsales, pubis et fémur. | Grands diplodocidés d'environ d'environ 25 mètres de long. Amphicoelias fragillimus a été considéré un temps comme le plus grand dinosaure ayant existé, avec une longueur atteignant 58 mètres et une masse de 122 tonnes,. Cependant, le seul fossile appartenant à cette espèce et décrit partiellement à la fin des années 1870, est une vertèbre dorsale incomplète aujourd'hui disparue. Une étude des paléontologues D. Cary Woodruff et John R. Foster de 2015 conclut que ces valeurs sont « très probablement une surestimation extrême ». |        |
| Apatosaurus     | A. ajax      | - Colorado                         |           | Deux squelettes partiels et un crâne. | Apatosauriné massif atteignant une longueur d'environ 26 mètres. "Apatosaurus" minimus appartient vraisemblablement à un genre distinct, qu'Emanuel Tschopp et ses collègues n'arrivent pas à positionner clairement d'un point de vue phylogénétique dans leur synthèse de 2015. |        |
| Apatosaurus     | A. louisae   | - Colorado - Utah                  |           | Deux squelettes presque complets, mais avec un seul crâne. Un autre squelette partiel et des éléments isolés de membres ont été trouvés. | Apatosauriné massif atteignant une longueur d'environ 26 mètres. "Apatosaurus" minimus appartient vraisemblablement à un genre distinct, qu'Emanuel Tschopp et ses collègues n'arrivent pas à positionner clairement d'un point de vue phylogénétique dans leur synthèse de 2015. |        |
| Apatosaurus     | "A." minimus | - Wyoming                          |           | Sacrum et pelvis. | Apatosauriné massif atteignant une longueur d'environ 26 mètres. "Apatosaurus" minimus appartient vraisemblablement à un genre distinct, qu'Emanuel Tschopp et ses collègues n'arrivent pas à positionner clairement d'un point de vue phylogénétique dans leur synthèse de 2015. |        |
| Atlantosaurus   | A. montanus  |                                    |           | | Diplodocidé douteux. |        |
| Brontosaurus    | B. excelsus  | - Wyoming                          |           | Deux squelettes post-crâniens. | Précédemment considéré comme une espèce du genre Apatosaurus par Riggs (1903). |        |
| Brontosaurus    | B. parvus    | - Utah - Wyoming                   |           | Trois squelettes sans tête. | Nommé à l'origine Elosaurus. |        |
| Brontosaurus    | B. yahnahpin |                                    | * Wyoming | | Un apatosauriné un peu plus primitif qu'Apatosaurus. Placé précédemment dans le genre Eobrontosaurus. |        |
| Barosaurus      | B. lentus    | - Sud Dakota - Utah                |           | Cinq squelettes partiels sans crânes, avec des éléments isolés de membres".                                                              | A diplodocidé d'environ 26 mètres de long, pour une masse de 12 à 20 tonnes,, similaire en apparence à Diplodocus. |        |
| Barosaurus      | B. sp.       | - Wyoming - Utah                   |           | | |        |
| Diplodocus      | D. carnegii  | - Wyoming                          |           | Connu par deux crânes, cinq squelettes partiels dépourvus de crânes et des d'éléments post-crâniens isolés.                              | Grands diplodocidés pouvant atteindre 25 mètres de long. |        |
| Diplodocus      | D. hallorum  | - Nouveau-Mexique - Wyoming - Utah |           | Pelvis et colonne vertébrale partielle.                                                                                                  | Autrefois classé sous le nom de Seismosaurus,. Il peut atteindre 30 mètres de long. |        |
| Diplodocus      | D. lacustris | - Colorado                         |           | Connu par un os dentaire avec des dents. Douteux.                                                                                        | |        |
| Diplodocus      | D. longus    | - Colorado                         |           | Connu par deux crânes et une série de vertèbres caudales.                                                                                | |        |
| Galeamopus      | G. hayi      | - Wyoming                          |           | Connu par un squelette partiel et un crâne.                                                                                              | |        |
| Galeamopus      | G. sp.       | - Colorado - Wyoming               |           | Basé sur des crânes attribués initialement à Diplodocus.                                                                                 | |        |
| Kaatedocus.     | K. siberi    | - Wyoming                          |           | Crâne et vertèbre cervicale. | |        |
| Parabrontopodus |              |                                    |           | | |        |
| "Morosaurus"    | M. agilis    | - Colorado                         |           | Crâne partiel et vertèbres cervicales.                                                                                                   | Un diplodociné. |        |
| Supersaurus     | S. vivianae  | - Colorado                         |           | Connu par quelques vertèbres cervicales, des os des épaules, un ischium et quelques vertèbres caudales proximales.                       | Un diplodocidé géant pouvant atteindre 34 mètres de long,. |        |

### Macronaria
| Genre         | Espèce        | État                                   | Membre | Material                                                                                           | Notes | Images |
| ------------- | ------------- | -------------------------------------- | ------ | -------------------------------------------------------------------------------------------------- | --- | ------ |
| Brachiosaurus | B. altithorax | - Colorado                             |        | Squelette partiel.                                                                                 | Un grand brachiosauridé d'environ 26 mètres de long.                                                                                               |        |
| Brontopodus   |               |                                        |        | | |        |
| Camarasaurus  | C. annae      | - Utah                                 |        | | Les camarasauridés atteignent à l'âge adulte une longueur maximale d'environ 18 mètres.                                                            |        |
| Camarasaurus  | C. grandis    | - Colorado - Montana - Wyoming         |        | Au moins 6 squelettes partiels avec deux crânes, ainsi que des centaines d'éléments post-crâniens. | Les camarasauridés atteignent à l'âge adulte une longueur maximale d'environ 18 mètres.                                                            |        |
| Camarasaurus  | C. lentus     | - Utah - Wyoming                       |        | 5 squelettes avec crânes, ainsi que des centaines d'éléments post-crâniens.                        | Les camarasauridés atteignent à l'âge adulte une longueur maximale d'environ 18 mètres.                                                            |        |
| Camarasaurus  | C. lewisi     | - Colorado                             |        | Squelette post-crânien presque complet.                                                            | Les camarasauridés atteignent à l'âge adulte une longueur maximale d'environ 18 mètres.                                                            |        |
| Camarasaurus  | C. supremus   | - Colorado - Nouveau-Mexique - Wyoming |        | Au moins 5 squelettes partiels avec crânes.                                                        | Les camarasauridés atteignent à l'âge adulte une longueur maximale d'environ 18 mètres.                                                            |        |
| Camarasaurus  | Indéterminé.  | - Oklahoma - Sud Dakota - Texas        |        | | Les camarasauridés atteignent à l'âge adulte une longueur maximale d'environ 18 mètres.                                                            |        |
| Cathetosaurus | C. lewisi     | - Colorado                             |        | Squelette post-crânien presque complet.                                                            | Précédemment considéré comme un synonyme junior de Camarasaurus. Mateus et Tschopp en 2013 le considèrent comme un genre distinct de Camarasaurus. |        |

## Théropodes

### Carnosaures
| Genre         | Espèce          | État                                                                 | Membre | Fossiles | Notes | Images |
| ------------- | --------------- | -------------------------------------------------------------------- | ------ | --- | --- | ------ |
| Allosaurus    | A. fragilis     | - Colorado - Nouveau-Mexique - Oklaoma - Sud Dakota - Utah - Wyoming |        | Au moins trois crânes complets, nombreux crânes partiels et squelettes post-crâniens partiels représentant au moins 60 spécimens. | |        |
| Allosaurus    | "A. jimmadseni" | - Utah                                                               |        | | |        |
| Allosaurus    | A. atrox        | - Wyoming                                                            |        | | |        |
| Allosaurus    | A. lucasi       | - Colorado                                                           |        | | |        |
| Antrodemus    | A. valens       |                                                                      |        | | Considéré comme un nomen dubium, car trop fragmentaire.                                                           |        |
| Creosaurus    | C. atrox        |                                                                      |        | | Considéré comme un synonyme junior d'Allosaurus.                                                                  |        |
| Epanterias    | E. amplexus     |                                                                      |        | | Considéré comme un nomen dubium, car trop fragmentaire.                                                           |        |
| Labrosaurus   | L. lucasi       |                                                                      |        | | Synonyme junior d'Allosaurus fragilis.                                                                            |        |
| Labrosaurus   | L. ferox        |                                                                      |        | | Connu par un spécimen porteur de plusieurs pathologies. Considéré comme un synonyme junior d'Allosaurus fragilis. |        |
| Saurophaganax | S. maximus      | - Oklahoma                                                           |        | Éléments isolés de crâne et de squelette post-crânien.                                                                            | Généralement considéré comme un genre distinct, parfois comme une espèce d'Allosaurus,.                           |        |

### Cératosaures
| Genre          | Espèce           | État              | Membre | Fossiles                                                                                  | Notes | Images |
| -------------- | ---------------- | ----------------- | ------ | ----------------------------------------------------------------------------------------- | --- | ------ |
| Ceratosaurus   | C. dentisulcatus | - Utah            |        | Crâne partiel, vertèbres et os des membres.                                               | Grand cératosaures atteignant 6 à 7 mètres avec de grandes cornes nasales sur leur museau, ainsi que deux petites cornes au-dessus des yeux. |        |
| Ceratosaurus   | C. magnicornis   | - Colorado        |        | Crâne et éléments post-crâniens.                                                          | Grand cératosaures atteignant 6 à 7 mètres avec de grandes cornes nasales sur leur museau, ainsi que deux petites cornes au-dessus des yeux. |        |
| Ceratosaurus   | C. nasicornis    | - Colorado - Utah |        | Restes de 5 individus, incluant un squelette quasi complet d'un adulte et d'un subadulte. | Grand cératosaures atteignant 6 à 7 mètres avec de grandes cornes nasales sur leur museau, ainsi que deux petites cornes au-dessus des yeux. |        |
| Ceratosaurus   | Indéterminé.     | - Wyoming         |        |                                                                                           | Grand cératosaures atteignant 6 à 7 mètres avec de grandes cornes nasales sur leur museau, ainsi que deux petites cornes au-dessus des yeux. |        |
| Ceratosauria   | Indéterminé.     | - Colorado        |        |                                                                                           | Auparavant attribué à Elaphrosaurus,, ces fossiles n’appartiennent vraisemblablement pas à ce genre mais à un cératosaure indéterminé.       |        |
| Elaphrosaurus  | Indéterminé.     | - Colorado        |        |                                                                                           | Ceratosauria indéterminé |        |
| Fosterovenator | F. churei        | - Wyoming         |        | Tibia, astragale, fibula.                                                                 | Un théropode fragmentaire pouvant être un cératosauridé.                                                                                     |        |

### Coelurosaures
| Genre             | Espèce        | État             | Membre | Fossiles                                             | Notes                                                                                    | Images |
| ----------------- | ------------- | ---------------- | ------ | ---------------------------------------------------- | ---------------------------------------------------------------------------------------- | ------ |
| Coelurus          | C. fragilis   | - Utah - Wyoming |        | Squelette post-crânien                               | Un Coelurosauria basal d'environ 2,30 mètres de long.                                    |        |
| Coelurus          | Indéterminé.  | - Colorado       |        |                                                      | Un Coelurosauria basal d'environ 2,30 mètres de long.                                    |        |
| Hesperornithoides | H. miessleri  | - Wyoming        |        |                                                      | Un troodontidé basal.                                                                    |        |
| Koparion          | K. douglassi  | - Utah           |        |                                                      | Un petit théropode considéré comme un des plus anciens troodontidés.                     |        |
| Palaeopteryx      | P. thomsoni   | - Colorado       |        |                                                      |                                                                                          |        |
| Ornitholestes     | O. hermanni/> | - Utah - Wyoming |        | Crâne et squelette post-crânien associé.             | Un petit Coelurosauria basal d'environ 2 mètres de long.                                 |        |
| Stokesosaurus     | S. clevelandi | - Utah           |        | Ilion, associé à d'autres éléments du bassin osseux. | Un possible tyrannosauroïde primitif, long d'environ 4 mètres .                          |        |
| Tanycolagreus     | T. topwilsoni |                  |        |                                                      | Un Coelurosauria basal d'environ 3,40 mètres de long, similaire en apparence à Coelurus. |        |

### Megalosauroïdes
| Genre        | Espèce          | État                        | Membre         | Fossiles                                        | Notes | Images |
| ------------ | --------------- | --------------------------- | -------------- | ----------------------------------------------- | --- | ------ |
| Edmarka      | E. rex          | - Wyoming                   |                |                                                 | Synonyme junior de Torvosaurus tanneri.                                                                                         |        |
| Marshosaurus | M. bicentesimus | - Colorado - Utah           |                | Squelette et crâne partiels.                    | Un piatnitzkysauridé de taille moyenne (environ 6 mètres de long).                                                              |        |
| Torvosaurus  | T. tanneri      | - Colorado - Utah - Wyoming | - Brushy Basin | Squelettes partiels d'au moins trois individus. | Un grand mégalosauridé massif, atteignant une longueur de 12 mètres. Un des plus grands carnivores de la formation de Morrison. |        |